# Haworthia bolusii var. blackbeardiana
Haworthia bolusii var. blackbeardiana és una varietat de Haworthia bolusii del gènere Haworthia de la subfamília de les asfodelòidies.

## Descripció
Haworthia bolusii var. blackbeardiana és una suculenta perennifòlia més gran amb roseta de fins a 15 cm de diàmetre, nombroses fulles, parcialment translúcides, de color verd blavós i els marges poden tenir espines. És una planta que prolifera lentament. És un dels pocs elements del Cap Oriental que creix més a l'interior (juntament amb tessellata, marumiana, etc.). Si té prou llum, pot ser una planta força atractiva per créixer.

## Distribució
Aquesta varietat té una àmplia àrea de distribució i creix a les províncies sud-africanes del Cap Septentrional, Cap Oriental i Estat Lliure, concretament comença a l'oest des de la zona de Middelburg fins a Queenstown a l'est. Al nord s'informa des d'Aliwal North i creix cap al sud fins a la zona de Cathcart - Whittlesea; i fins al sud-oest de la seva àrea de distribució al voltant de Graaff-Reinet.

## Taxonomia
Haworthia bolusii var. blackbeardiana va ser descrita per (Poelln.) M.B.Bayer i publicat a New Haworthia Handb.: 31, a l'any 1982.
Etimologia
Haworthia: nom en honor del botànic britànic Adrian Hardy Haworth (1767-1833).
bolusii: epítet en honor de Harry Bolus, botànic sud-africà (1834-1911).
var. blackbeardiana: epítet en honor de la botànica sud-africana Miss Gladys Ivy Blackbeard (1891-1975).
Sinonímia
- Haworthia blackbeardiana Poelln., Repert. Spec. Nov. Regni Veg. 31: 82 (1932). (Basiònim/Sinònim substituït)[6]